# Ransby
Ransby är en småort i Dalby socken i Torsby kommun i norra Värmland.
Ransby är beläget åtta kilometer söder om Sysslebäck och två kilometer från skidorten Branäs.
I Ransby finns bland annat en sågverksindustri, Ransbysågen. Där finns även Ransby Kulturby med Kulturkoppra, Utmarksmuseet med Pilgrimstapeten, Gunnar Svenssons Konst&Boklåda och Dalby Hembygdsgård. En bit ifrån ligger Ransbysätern.
Förledet i namnet Ransby kan härledas till genitivformen av det fornsvenska ramn som betyder korp, korpens hemvist.